# 坂本達也
坂本 達也（さかもと たつや、2002年8月31日 - ）は、福岡県那珂川市出身のプロ野球選手（捕手・育成選手）。右投右打。読売ジャイアンツ所属。

## 経歴

### プロ入り前
那珂川市立岩戸北小学校2年の時に岩戸北ジュニアーズで軟式野球を始め、那珂川市立那珂川北中学校時代は軟式野球の那珂川ベースボールクラブでプレーした。最初は内野手だったが中学から捕手がメインとなった。
福岡市立博多工業高等学校では1年秋から正捕手となり、2年夏の福岡大会はベスト16に進出したが、3年夏の独自大会は福岡地区2回戦で敗退した。
北東北大学野球連盟に所属する富士大学では1年春からベンチ入りを果たし、2年春から正捕手。3年（2023年）6月に行われた第72回全日本大学野球選手権大会では14年ぶりとなる4強入りに貢献し、大学日本代表候補となって選考合宿にも参加した。全日本大学選手権と明治神宮野球大会には各2回出場している。
2024年10月24日に行われたプロ野球ドラフト会議において、読売ジャイアンツから育成選手ドラフト1巡目で指名を受け、11月26日に支度金290万円、年俸400万円（金額は推定）で仮契約を結んだ。背番号は024。

## 選手としての特徴・人物
二塁送球タイムが1.9秒台前半をコンスタントに記録し、スローイングも正確な守備型の捕手。大学時代に通算10盗塁を記録したように走力も高い。
目標とする選手は甲斐拓也。

## 詳細情報

### 背番号
- 024（2024年[1] - ）